# Yandere
Yandere (ヤンデレ?) è un termine giapponese che indica uno stereotipo di personaggio, solitamente femminile, che inizialmente appare dolce ma in seguito si rivela essere estremamente protettivo nei confronti delle persone a cui tiene (soprattutto la persona amata) e capace di atti aggressivi e violenti nei confronti di chi la indispettisce.

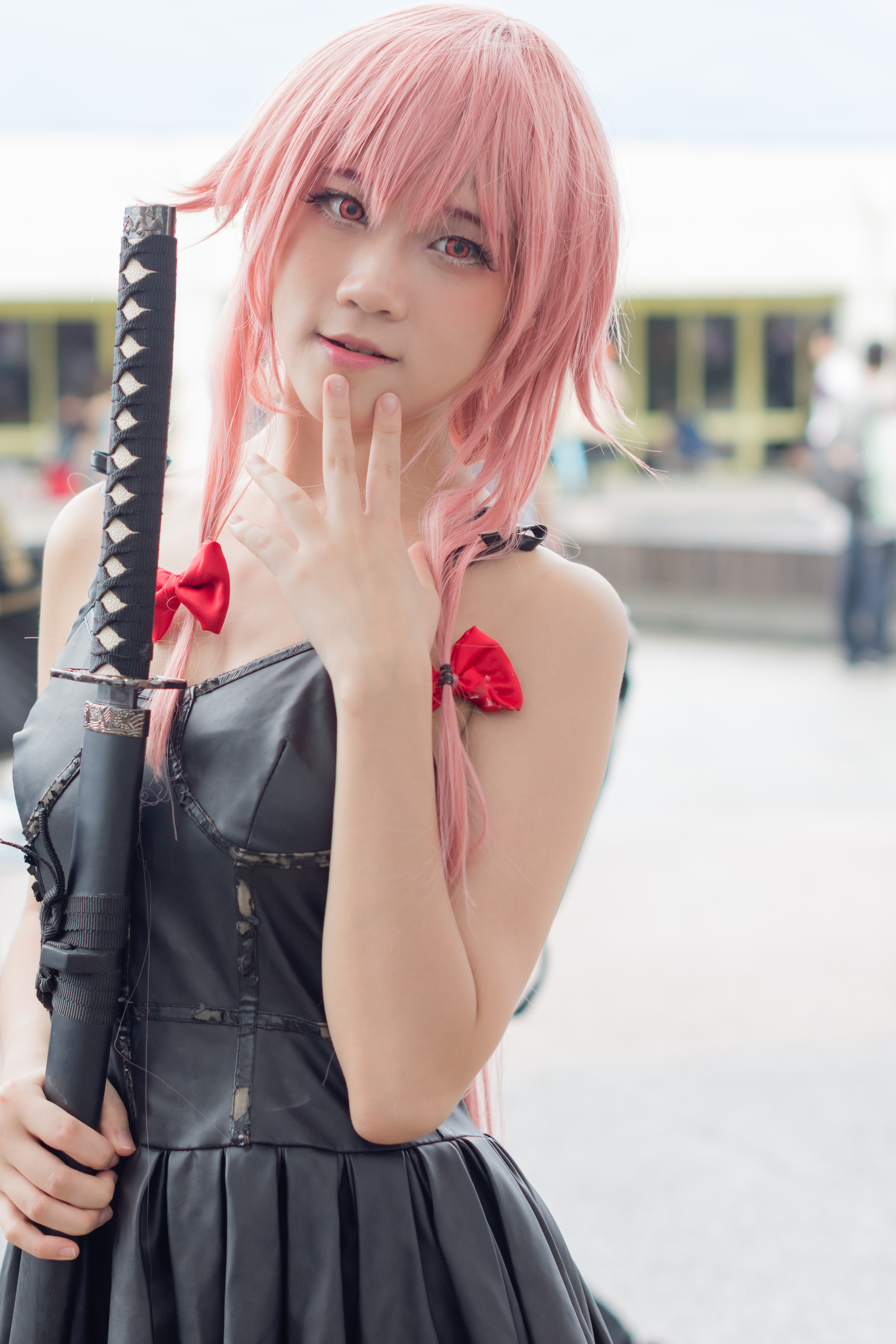
Cosplayer di Yuno Gasai, esempio di yandere

Il termine è in contrapposizione con la parola tsundere, che invece indica un personaggio inizialmente arrogante e scontroso ma che in seguito diventa gentile e amorevole con la persona amata.

## Etimologia
Il termine yandere (ヤンデレ?) nasce dall'unione delle parole yanderu (病んでる?) e deredere (デレデレ?), le quali significano, rispettivamente, "malato" e "innamorato"; yandere può quindi essere tradotto in italiano come "malato d'amore".

## Caratteristiche
Di solito i personaggi yandere, sono capaci di essere completamente normali fino a che non si innamorano, all'inizio si dimostrano dolci, premurosi e affettuosi, per poi cominciare a diventare sempre più ossessivi e possessivi verso il loro amore, arrivando anche a stalking e rapimenti, alcune volte legando il loro amato in casa loro perché rimanga con essi e non parlino con altre ragazze oppure minacciando con un'arma l'amato. Le yandere hanno totale devozione, completa fedeltà e amore morboso verso il loro amato, molte volte psicopatiche, la loro "pazzia" le rende disposte a fare tutto il necessario per stare insieme al loro amato o per renderlo felice, e basta poco per fare scattare la loro gelosia che spesso sfocia in brutali stragi omicide.
Nei casi estremi una yandere che è stata tradita o particolarmente psicopatica è capace di uccidere il proprio amato cosicché non possa mai lasciarla o proporre di suicidarsi insieme all'amato per "celebrare la loro unione e rimanere insieme per l'eternità".
Una yandere, sempre sorridente e morbosamente attaccata, ha un particolare meccanismo di cambiamento dell'emozione, si può notare che entra nella fase "Yan" osservando le pupille degli occhi e l'espressione facciale, se diventa seria con pupille opache, il personaggio yandere è entrato nella sua fase "Yan" dove perde qualsiasi emozione, diventando senza pietà, capace di compiere atti violenti come l'omicidio, per "rimuovere un ostacolo" tra lei e il suo amato, alcune volte ridendo in modo maniacale.
Il termine yangire (ヤンギレ?), si riferisce a un personaggio che in seguito a traumi, violenze e simili si scopre instabile mentalmente, diversamente dallo yandere che è instabile mentalmente solo a causa dell'innamoramento.

## Esempi
L'esempio più lampante del termine Yandere è senza ombra di dubbio Yuno Gasai, coprotagonista del manga Mirai nikki e dell'anime da esso adattato, è diventata il "simbolo" delle Yandere. Yuno appare come un personaggio timido e dolce, con uno smisurato amore per il protagonista della serie, Yukiteru Amano. Tuttavia, appena il suo amato si ritrova in una situazione di pericolo, o nel caso qualcuno all'infuori di lei mostri dell'interesse nei suoi confronti, diventa una psicopatica assassina senza scrupoli, pronta a uccidere chiunque. Viene spesso definita nel mondo degli anime e manga come "la regina delle yandere", idealizzando lo stereotipo.
Satō Matsuzaka, protagonista dell'anime Happy Sugar Life, ragazza bellissima e corteggiata dai suoi coetanei, dal carattere gentile e altruista che lavora come cameriera. Dietro questa facciata, però, si cela una ragazza schizofrenica che ha rapito una bambina e che tiene in ostaggio, rinchiusa nel proprio appartamento, alla quale attribuisce "la dolcezza" di cui lei ha bisogno, per non crollare in profondi stati di depressione o attacchi psicotici, capaci di farle commettere ogni tipo di crimine, soprattutto gli omicidi.
Sakura Matō, eroina di Fate/stay night, si presenta all'inizio come un personaggio estremamente bonario. Segretamente innamorata del suo senpai, Shirō Emiya, con il proseguire della trama sviluppa un istinto carnefice e possessivo, seppure non di sua scelta.
Un altro personaggio che costituisce quasi l'archetipo della categoria è Ran di Lamù. Un esempio meno "drammatico" di personaggio yandere è Tamama, personaggio dell'anime e del manga Keroro. Nonostante l'apparenza innocua e innocente Tamama è in grado di avere scatti di incredibile furore e violenza, ogni volta qualcuno tenta di avvicinarsi a Keroro, al punto di arrivare a danneggiare lo stesso Keroro.
Altri esempi sono rappresentati da Kotonoha Katsura e Sekai Saionji, co-protagoniste dell'anime, manga e videogioco School Days e innamorata del protagonista Makoto Ito, la vocaloid MAYU, in apparenza dolce ma raffigurata in molte canzoni con un'ascia insanguinata. Altro esempi ulteriori sono Kaede in Assassination Classroom, Bielorussia (Natalya Braginski) in Hetalia, Mary nel videogioco Ib, Ayano Aishi in Yandere Simulator, Monika e, a partire dal secondo atto, Yuri in Doki Doki Literature Club!, e Honoka e Hinata in Yanderella.
Un altro personaggio yandere è Yukako Yamagishi del manga e anime Le bizzarre avventure di Jojo.